# Witold Stankiewicz (1896–1940)
Witold Stankiewicz (ur. 18 czerwca 1896 w Zamościu, zm. wiosną 1940 w Charkowie) – major dyplomowany kawalerii Wojska Polskiego.

## Życiorys
Syn Bolesława urodzony 18 czerwca 1896 w Zamościu, ówczesnym mieście powiatowym guberni lubelskiej. Uczestnik wojny z bolszewikami. 28 lutego 1921 został zatwierdzony z dniem 1 kwietnia 1920 w stopniu porucznika, w kawalerii, w grupie oficerów byłych Korpusów Wschodnich i byłej armii rosyjskiej.
Po zakończeniu działań wojennych pozostał w wojsku jako oficer zawodowy i kontynuował służbę w 13 pułku ułanów w Nowej Wilejce. 3 maja 1922 został zweryfikowany w stopniu porucznika ze starszeństwem od 1 czerwca 1919 i 389. lokatą w korpusie oficerów jazdy (od 1924 – kawalerii). 19 marca 1928 prezydent RP nadał mu stopień rotmistrza z dniem 1 stycznia 1928 i 27. lokatą w korpusie oficerów kawalerii. 2 listopada 1928, „złożeniu egzaminu wstępnego z dobrym postępem i odbyciu przepisanego stażu liniowego”, został przeniesiony służbowo do Wyższej Szkoły Wojennej w Warszawie, w charakterze słuchacza Kursu 1928–1930, z równoczesnym przeniesieniem macierzyście do kadry oficerów kawalerii. Z dniem 1 listopada 1930, po ukończeniu kursu i otrzymaniu dyplomu naukowego oficera dyplomowanego, został przeniesiony do Brygady Kawalerii „Poznań” na stanowisko oficera sztabu. W listopadzie 1932 został przeniesiony do 1 pułku pancernego w Poznaniu. Wiosną 1934 został przeniesiony z 1 batalionu czołgów i samochodów pancernych w Poznaniu do Dowództwa Broni Pancernych w Warszawie. Prezydent RP nadał mu stopień majora ze starszeństwem z 1 stycznia 1936 i 12. lokatą w korpusie oficerów kawalerii. W marcu 1939 pełnił służbę w 3 batalionie pancernym w Warszawie na stanowisku I zastępcy dowódcy batalionu.
W nieznanych okolicznościach, po agresji ZSRR na Polskę (17 września 1939), dostał się do sowieckiej niewoli i został osadzony w obozie Starobielsku. Wiosną 1940 został zamordowany przez funkcjonariuszy NKWD w Charkowie i pogrzebany w Piatichatkach. Od 17 czerwca 2000 spoczywa na Cmentarzu Ofiar Totalitaryzmu w Charkowie. Figuruje na tzw. liście Gajdideja (poz. 3160).
5 października 2007 minister obrony narodowej Aleksander Szczygło mianował go pośmiertnie na stopień podpułkownika. Awans został ogłoszony 9 listopada 2007, w Warszawie, w trakcie uroczystości „Katyń Pamiętamy – Uczcijmy Pamięć Bohaterów”.

## Ordery i odznaczenia
- Krzyż Walecznych dwukrotnie[14][29]
- Srebrny Krzyż Zasługi – 19 marca 1935 „za zasługi w służbie wojskowej”[30][29]
- Krzyż Zasługi Wojsk Litwy Środkowej – 3 marca 1926[31][32]
- Odznaka „Znak Pancerny” nr 809 – 11 listopada 1935[33]

4 grudnia 1933 Komitet Krzyża i Medalu Niepodległości odrzucił wniosek o nadanie mu tego odznaczenia „z powodu braku pracy niepodległościowej”.